# Fading Colours

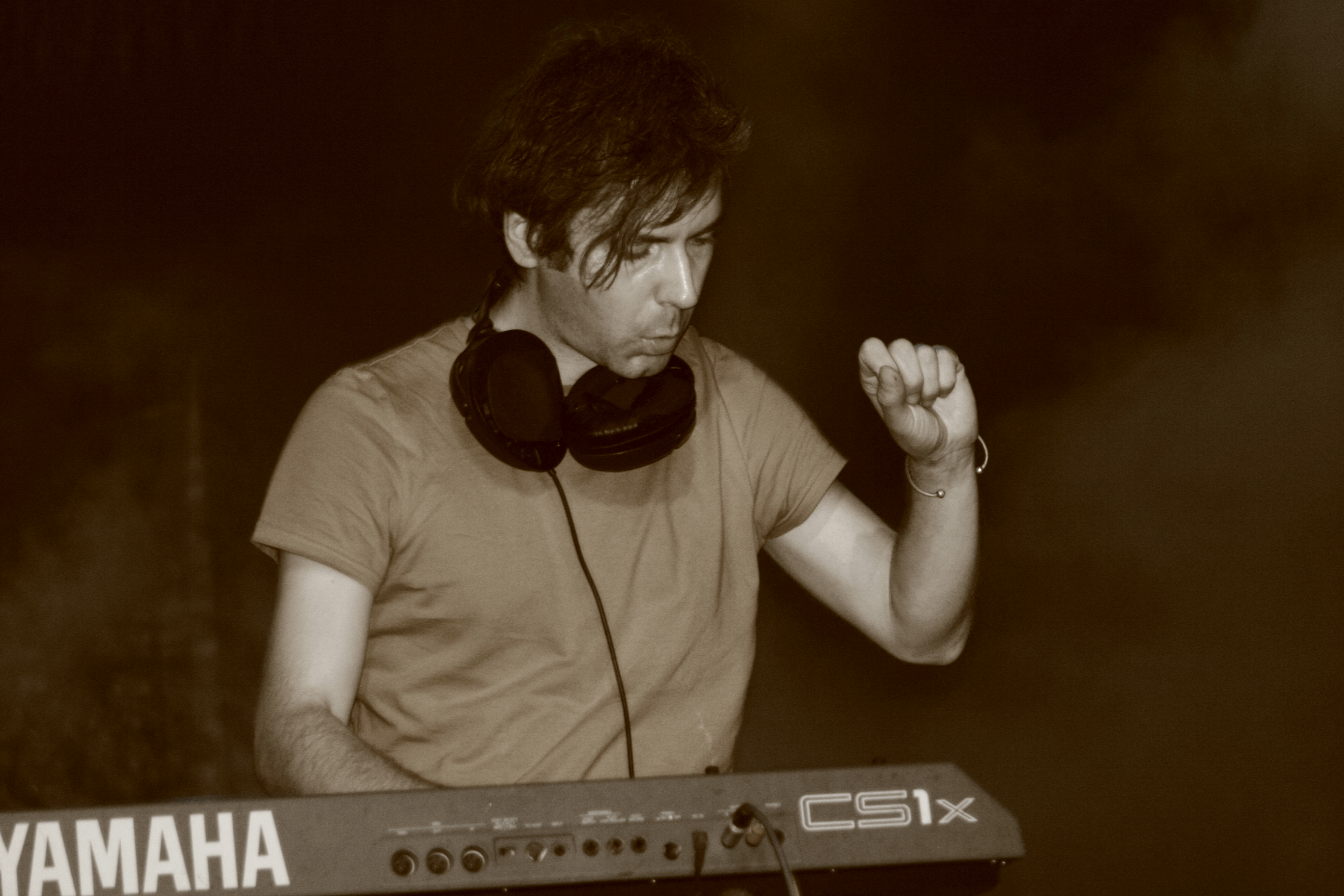
Leszek Rakowski

Fading Colours – polska grupa muzyczna z gatunku dark wave, jedni z polskich reprezentantów mrocznej muzyki elektronicznej, przedstawiciele nurtu dark trance.

## Historia
Działalność rozpoczęli w 1986, w Bolesławcu koło Jeleniej Góry jako zespół punkowy o nazwie Bruno Wątpliwy. Założycielami byli bracia Krzysztof Rakowski i Leszek Rakowski, późniejsi organizatorzy Castle Party i Vampira Festival. W 1988 zespół zdobył nagrodę publiczności na festiwalu w Jarocinie i dokonał pierwszych profesjonalnych nagrań. 
Na początku lat 90. doszło do zmian w składzie, do zespołu dołącza gitarzysta Sławomir Kwiatkowski, a wokalistką zostaje Kasia Ziemek, późniejsza żona Leszka Rakowskiego, występująca pod pseudonimem De Coy, zespół zmienił przy tym nazwę na Bruno the Questionable. W 1993 r. nakładem SPV ukazał się debiutancka kaseta pt. Black Horse, a zespół wystąpił jako support niemieckiej grupy gotyckiej – Love Like Blood. Gunnar Eysel, basista LLB, zachwycony występem Bruna, postanowił zainteresować zespołem wydawców zachodnich. Rezultatem był kontrakt podpisany z Dion Fortune Records – obejmował on nagranie na nowo materiału w hamburskim studio, promocję na całym świecie oraz zmianę nazwy na łatwiejsze do wymówienia Fading Colours. 
Wiosną 1995 wydany został album Black Horse. Zespół sporo koncertował w Polsce i za granicą (m.in. trasa z Garden of Delight), a w 1996 ponownie wszedł do studia, co zaowocowało epką Time. Gościnnie w jednym w utworów wystąpił Darrin Huss z Psyche, a za remiksy odpowiadał m.in. Andreas Bruhn z The Sisters of Mercy. Po nagraniu płyty Fading ponownie koncertował w Europie i wziął udział w kilku projektach, nagrywając m.in. covery Depeche Mode ("Clean") oraz Kraftwerk ("Metal on Metal"), a De Coy zaśpiewała gościnnie na płycie EP Kein Gott und Keine Liebe Umbra Et Imago ("Poesia Vampiria"). 
W 1998 ukazał się Fading Colours, przez wielu uznawany za najlepszy – I'm scared of.... Gościnnie wystąpiła na nim brytyjska wokalistka Anne Clark, a płyta zrobiła furorę w zachodniej Europie (Zillo, największe niemieckie pismo poświęcone muzyce elektronicznej przyznało jej tytuł talentu miesiąca i zapewniło specjalną promocję), a nawet w USA. Zespół gościł na największych europejskich imprezach związanych z muzyką niezależną – od rodzimego Castle Party, gdzie od samego początku był stałym gościem poprzez koncerty w Niemczech i Anglii (m.in. kontrowersyjny Carnival of Souls), aż po najsłynniejsze festiwale – Wave Gotik Treffen oraz Mera Luna. W 2002 r. nakładem MMP ukazała się płyta The Beginning 89-93 zawierająca zremasterowaną wersję pierwszego Black Horse oraz dwa teledyski.
9 marca 2009 zespół wydał album (I had to) Come.

## Dyskografia
- Lie (album, 1995, Dion Fortune Records, SPV)
- Black Horse (album, 1995, Dion Fortune Records, SPV, reedycja Metal Mind 2002)
- Time (minialbum, 1996, Dion Fortune Records, SPV, reedycja Metal Mind 2002)
- I'm Scared Of... (album, 1998, Dion Fortune Records, SPV, Koch Int. Polska)
- Strzeż się tych miejsc (singel, 1998, Koch Int. Polska)
- The Beginning 89-93 (album, 2002, Metal Mind Productions, Big Blue Records)
- (I had to) Come (album, 2009, Big Blue Records, Vision Music)

Tekst utworu „Eveline” z płyty I'm Scared Of... jest w pewnym stopniu przerobionym wierszem Tomasza Beksińskiego, który napisał do swojej znajomej po swojej probie samobójczej z 1979.